# Антифашистське віче народного визволення Югославії
Антифашистське віче народного визволення Югославії (АВНВЮ) (сербохорв. Антифашистичко веће народног ослобођења Југославије/Antifašističko veće narodnog oslobođenja Jugoslavije) — дорадчий і законодавчий орган («партизанський парламент»), утворений 1942 року як найвищий політичний орган, що прагнув об'єднати всі патріотичні сили Югославії на загальній платформі боротьби проти загарбників і їхніх колаборантів. 1-ша сесія АВНВЮ, яка відбулася 26—27 листопада 1942 року в Бихачі, обрала Виконавчий комітет, що перейняв на себе керівництво органами народної влади, які зароджувалися — Народно-визвольними комітетами. 2-га сесія, що засідала 29—30 листопада 1943 року в Яйці, перетворила АВНВЮ на верховний законодавчий орган країни, обрала Президію віча та створила, передавши йому свої виконавчі функції, Національний комітет визволення Югославії (НКВЮ) — тимчасовий революційний уряд на чолі з Йосипом Броз Тіто. Сесія ухвалила рішення про заборону королю Петру II Карагеоргієвичу повертатися на батьківщину та про позбавлення лондонського емігрантського уряду всіх прав законного уряду Югославії, а також про перевлаштування Югославії на федеративних засадах. 3-тя сесія, що відбувалася 7—10 серпня 1945 р. у Белграді, 10 серпня 1945 року перейменувала АВНВЮ на Тимчасову народну скупщину Демократичної Федеративної Югославії (ДФЮ), яка діяла до виборів у Конституційну скупщину (попередника Народної скупщини ФНРЮ) в листопаді 1945.